# Basilia Rodrigues
Basilia dos Santos Rodrigues da Silva (Brasília, 27 de julho de 1988), mais conhecida como Basilia Rodrigues, é uma jornalista e apresentadora brasileira. Desde o início da carreira, a jornalista se destacou na cobertura de política e judiciário, presenciando os principais fatos do país, como cobertura de eleições presidenciais, o julgamento do mensalão, a Operação Lava Jato e o Impeachment de Dilma Rousseff.

## Biografia
Nascida em Brasília (DF), começou a trabalhar na rádio CBN aos 19 anos, quando ainda cursava graduação em jornalismo. É formada em Comunicação Social pelo Centro de Ensino Unificado de Brasília (UniCeub). Cursa direito no Centro Universitário Iesb e pós-graduação em História, Sociedade e Cidadania, também pelo UniCeub.
Em 30 de junho de 2015, fez sua primeira participação em um programa jornalístico na televisão, no programa Espaço Público da TV Brasil, apresentado pelos jornalistas Paulo Moreira Leite e Florestan Fernandes Júnior. O entrevistado foi o doutor em Direito Constitucional pela Universidade Federal de Minas Gerais (UFMG) e ex-integrante do Conselho Nacional do Ministério Público, Luiz Moreira.
Também em 2015, Basília participou do Fatos e Versões, programa da Globo News apresentado pela jornalista Cristiana Lobo. A jornalista fez participação em outras edições do programa nos dias 28 de setembro de 2019 e 8 de fevereiro de 2020. Em 2019 esteve no Roda Viva, para entrevista com o fundador do movimento Renova BR Eduardo Mufarej. Em 2020 compôs novamente a bancada do programa, entrevistando o então presidente da Câmara, Rodrigo Maia. 
Após 12 anos na Rádio CBN, Basilia foi contratada pela CNN Brasil, como comentarista política. No dia 15 de março de 2020, a emissora iniciou as atividades no país pela TV e internet. Em outubro do mesmo ano, após a estreia da CNN Rádio, Basilia ficou responsável pelo quadro Agenda Política, pelas manhãs. Em 2022, a jornalista assumiu outro quadro na rádio, o Conexão CNN, com análises e bastidores diários.
Em 2021, durante a realização da CPI da Pandemia no Senado Federal, a jornalista criou o quadro CNN Dois Lados, no ar até hoje, com espaço para debate entre políticos.
Em julho de 2024, Basília Rodrigues foi anunciada pela CNN Brasil como nova âncora do programa Grande Debate, com os comentaristas José Eduardo Cardozo e Caio Copolla. O programa tem uma das maiores audiências do canal.
Além da carreira no Jornalismo, ingressou na diretoria da Associação Brasileira de Jornalismo Investigativo (Abraji), no biênio 2024-2025. Patrocinou programa de bolsas para mulheres negras irem pessoalmente ao Congresso, em julho de 2024.

## Entrevistas
Na rádio CBN, Basilia Rodrigues tornou-se uma das jornalistas mais experientes da emissora, ao lado da colunista Roseann Kennedy e da repórter sênior Raquel Miúra.
Em entrevista à jornalista, em 20 de novembro de 2017, o ex-presidente do Supremo Tribunal Federal, Joaquim Barbosa, que restringia entrevistas durante passagem pelo STF, declarou que vinha sendo sondado por vários partidos para candidatura à presidência da República, o que não se confirmou nas eleições de 2018. 
O ex-ministro da Casa Civil, José Dirceu, concedeu a Basilia, em abril de 2018, uma das últimas entrevistas antes de voltar a ser preso pela Operação Lava-Jato, em que negou suposto plano de fuga do país. 
Já na CNN Brasil, em 25 de junho de 2020, perguntou ao ministro do Supremo Tribunal Federal, Gilmar Mendes, se ele "solta muito bandido". Mendes respondeu que “Não. As decisões foram tomadas na 2ª turma e evitaram excessos de prisões preventivas. Temos tido casos graves de operações espetaculares. Prender indevidamente também é uma forma de abuso de autoridade”. 
Em 15 de junho de 2020, o então ministro da Secretaria-Geral da Presidência, Jorge Oliveira, concedeu entrevista à jornalista no auge das manifestações consideradas antidemocráticas. Meses depois, a jornalista antecipou com exclusividade a escolha de Jorge Oliveira como ministro do Tribunal de Contas da União. Em 13 de outubro de 2020, na estreia da CNN Rádio, a jornalista perguntou ao ministro do STF Marco Aurélio Mello sobre a participação de ex-funcionários do gabinete dele na defesa do traficante André do Rap (PCC). Incomodado com o questionamento, o magistrado desligou o telefone na cara dos jornalistas que participavam do Estúdio CNN. Em suas redes sociais, Basilia escreveu “não tenha medo de perguntar. Tenha respeito. O importante é a resposta”.
Em 13 de outubro de 2020, na estreia da CNN Rádio, a jornalista perguntou ao ministro do STF Marco Aurélio Mello sobre a participação de ex-funcionários do gabinete dele na defesa do traficante André do Rap (PCC). Incomodado com o questionamento, o magistrado desligou o telefone na cara dos jornalistas que participavam do Estúdio CNN. Em suas redes sociais, Basilia escreveu “não tenha medo de perguntar. Tenha respeito. O importante é a resposta”.

## Mediações
Em junho de 2019, a jornalista participou de painel sobre racismo no Jornalismo, no Congresso da Associação Brasileira de Jornalismo Investigativo (Abraji), em São Paulo. Na mesma ocasião, a jornalista apresentou uma palestra sobre Jornalismo Político. 
Pelo bom desempenho na apresentação de debates e eventos, a jornalista passou a ser convidada para a mediação e palestras em vários encontros públicos e privados. Em 5 de setembro de 2019, o Conselho das Américas retornou a Brasília para a segunda edição da Latin American Cities Conference, "Agenda do Brasil para Crescimento Econômico e Desenvolvimento". A jornalista mediou debate entre os governadores do Maranhão, Flávio Dino e do Rio Grande do Sul, Eduardo Leite. Os ministros Ernesto Araújo (Itamaraty) e Sergio Moro (Justiça na época) também palestraram. 
Em 2018, a jornalista passou a apresentar palestras sobre Jornalismo Político e Jurídico, em Brasília. E, como organizadora, criou turmas de Português para Jornalistas e Jornalismo Econômico, em parceria com a também jornalista Tatielly Diniz.
Em março de 2020, a convite da Embaixada e Consulados dos Estados Unidos e da Abraji, a jornalista mediou o painel Ferramentas para Enfrentar o Assédio e Discriminação Racial nas Redações, do evento Mulheres no Jornalismo, que contou com palestrantes brasileiras e americanas.
O Encontro Nacional da Indústria da Construção (Enic), em novembro de 2021, teve mediação de Basília Rodrigues. Ela comandou o painel com entrevista do ministro da Economia, Paulo Guedes e o procurador geral da República, Augusto Aras.
Em março de 2022, a jornalista mediou encontro no Tribunal Superior do Trabalho sobre mulheres no mercado de trabalho, o #PorElas: reflexões para um ambiente de trabalho mais justo. 
Basília mediou o Fórum Esfera, em novembro de 2022. O grupo reúne empresários, empreendedores e a classe produtiva. A jornalista apresentou painel com governadores, ministros do Supremo Tribunal Federal e Superior Tribunal de Justica, além de integrantes do governo federal 2023-2026.
Entre os eventos sociais e corporativos, em dezembro de 2023, a convite do Sebrae, a jornalista foi a Itabira (MG) para o painel "O Poder da Mulher no Mundo dos Negócios".
Em junho de 2024, apresentou o evento CNN Talks, sobre crédito no Brasil, com o presidente da Câmara, Arthur Lira, o ministro das Cidades, Jader Filho, o secretário de política econômica do Ministério da Fazenda, Guilherme Mello, além de empresários do setor imobiliário.

## CNN Dois Lados
No fim de 2021, durante a CPI da Pandemia, nasceu o "CNN Dois Lados, com Basília Rodrigues". O quadro promove um pinga-fogo, um embate sempre com dois políticos com pontos de vista divergentes.
Inicialmente, o quadro era apresentado no Senado Federal sobre assuntos polêmicos da CPI. Depois, o CNN Dois Lados passou a ser semanal e apresentado de diferentes locais de Brasília, como o Centro Cultural Banco do Brasil (CCBB), durante a transição de governo no fim de 2022; Palácio do Planalto; Câmara dos Deputados, além do Senado Federal.

## Premiações e Homenagens
Em 2014, pela série de reportagens sobre racismo, venceu o Prêmio de Jornalismo da Associação Nacional dos Defensores Públicos do Estado do Rio Grande do Sul.
Em 2018, foi indicada ao prêmio Comunique-se, na categoria Mídia Falada. No mesmo ano, venceu o Troféu Mulher Imprensa, promovido pelo Portal Imprensa, na categoria Repórter de Rádio. A cerimônia de entrega ocorreu em São Paulo.
Em 2019, foi indicada novamente ao Prêmio Comunique-se. A jornalista colaborou com o projeto Elas por Elas, do Portal Metrópoles, sobre os casos de feminicídio ocorridos em Brasília. A série de reportagens foi vencedora de diversos prêmios.
Em 2020, conquistou pela segunda vez o Troféu Mulher Imprensa.
Venceu o Prêmio Analistas, na categoria Política, nas edições de 2020 e 2021.
No fim de 2021, passou a integrar a lista de +Premiados da Imprensa Brasileira, entre os profissionais do Centro Oeste. 
No mesmo ano, ficou em segundo lugar no Prêmio Comunique-se e também na categoria melhor analista de política, do prêmio Na Telinha, do UOL.
Em fevereiro de 2022, Basília foi escolhida uma das 99 jornalistas essenciais do Twitter, selecionadas pela Revista Bula. 
Em junho de 2022, a convite da embaixada americana no Brasil, participou de um programa presencial de lideranças profissionais, nos Estados Unidos.
No fim de 2023, Basília Rodrigues ganhou o prêmio de Melhor Analista, do site Na Telinha/UOL. Também recebeu o Prêmio Engenho, na categoria de Análise de Conjuntura. Ficou ainda no top 10 dos jornalistas negros mais admirados do país, premiação organizada pelo Portal Imprensa.
Em janeiro de 2024, a jornalista participou de curso sobre Jornalismo e Democracia, a convite da Embaixada dos Unidos Unidos e da Universidade do Sul da Flórida (USF).

## Ataques
Durante a tentativa de abertura de processo contra o então presidente Michel Temer, em 2017, a jornalista foi alvo de assédio pelo ex-deputado Wladimir Costa. Na saída do jantar, ao ser perguntado sobre uma falsa tatuagem, o parlamentar se recusou a mostrá-la e respondeu a Basilia Rodrigues que “para você, eu mostro o corpo todo”. A jornalista publicou em suas redes sociais um desabafo intitulado “Ensaio sobre Idiotice”. Depois, o deputado publicou fotos da jornalista, sem a permissão dela, em sua página oficial, com ofensas. Em março de 2018, a Procuradoria-Geral da República se manifestou formalmente favorável a queixa-crime feita pela jornalista contra o deputado.
Diversas entidades repudiaram a conduta do parlamentar, como a Ouvidoria Nacional dos Direitos Humanos do Ministério de Direitos Humanos, Procuradoria Federal dos Direitos do Cidadão da Procuradoria Geral da República, Associação Brasileira de Jornalismo Investigativo (Abraji), Sindicato dos Jornalistas Profissionais (SJDF) do Distrito Federal, Coletivo das Mulheres Jornalistas do SJPDF e a Comissão de Jornalistas pela Igualdade Racial do DF (Cojira-DF).

## Ver Também
- Michel Temer
- CNN Brasil
- Rádio CBN